# اجرسفال کیوان
اجرسفال کیوان یک روستا در استان خراسان جنوبی در ایران است که در دهستان علی‌جمال واقع شده‌است.